# Carabus mirabilissimus
Carabus mirabilissimus es una especie de insecto adéfago del género Carabus, familia Carabidae. Fue descrita científicamente por Ishikawa & Deuve en 1982.
Habita en Corea del Norte y del Sur.